# Biu-Mandara jezici
Biu-Mandara jezici, ogranak čadskih jezika koji obuhvaća (78) jezika raširenih po Nigeriji i Kamerunu. 
Pripadaju im: afade, bacama, baldemu, bana, bata, boga, buduma, bura-pabir, buwal, cibak, cineni, cuvok, daba, dghwede, dugwor, fali, ga'anda, gavar, gidar, glavda, gude, gudu, guduf-gava, gvoko, hdi, holma, huba, hwana, hya, jara, jilbe, jimi, jina, južni giziga, kamwe, kofa, lagwan, lamang, iako, mafa, majera, malgbe, marghi centralni, marghi južni, maslam, matal, mazagway, mbara, mbedam, mbuko, mefele, merey, mina, mofu-gudur, moloko, mpade, mser, musgu, muskum, muyang, nggwahyi, ngwaba, nzanyi, parkwa, psikye, putai, sharwa, sjeverni giziga, sjeverni mofu, sukur, tera, tsuvan, vame, vemgo-mabas, wandala, wuzlam , zizilivakan, zulgo-gemzek.
Prema ranijoj klasifikaciji bilo je 79 jezika od kojih su dva, zulgo ili zulgwa i gemzek izgubili status jezika i proglašeni su dijalektima jezika zulgo-gemzek. Takoznani jezik gaduwa (s kodom [gdw]) isto je što i dijalekt gemzek.
- Biu-Mandara A (64 jezika)
  - A.1. tera-ga’anda (5)
  - A.2. bura-marghi (8)
  - A.3. higi (4)
  - A.4. mandara-lamang (10)
  - A.5. mafa-mofu (18)
  - A.6. sukur (1)
  - A.7. daba (6)
  - A.8. Bata-Bacama jezici (12)
- Biu-Mandara B (13 jezika)
  - B.1. Kotoko-Yedina jezici (10)
  - B.2. musgu (3: Mbara, Musgu, Muskum)
- C (1): Gidar (1 jezik)

## Vanjske poveznice
- Ethnologuee (14th)
- Ethnologue (15th)
- Edward Brye, Language Survey of Gemzek and Gaduwa